# Йозеф Вурмгеллер
Йозеф Вурмгеллер (нім. Josef Wurmheller; нар. 4 травня 1917, Гаусгам, Баварія — пом. 22 червня 1944, Алансон, Нижня Нормандія) — німецький льотчик-ас винищувальної авіації, майор люфтваффе. Кавалер Лицарського хреста Залізного хреста з дубовим листям і мечами.

## Біографія
В 1939 році вступив в 2-гу ескадрилью 53-ї винищувальної ескадри. Під час Польської кампанії перебував на Заході. Свій перший літак збив 30 вересня 1939 року над Саарбрюккеном. З листопада 1939 року — інструктор льотної школи. В червні 1940 року переведений в 5-у ескадрилью 53-ї винищувальної ескадри. Під час битви за Британію був двічі збитий над Ла-Маншем, збив ще 2 літаки. 23 листопада 1940 року знову збитий, отримав важкі поранення і до березня 1941 року перебував у госпіталі. 7 травня 1941 року протягом 1 хвилини збив 2 «Спітфайри». Учасник Німецько-радянської війни, збив 9 радянських літаків. В липні 1941 року переведений в 9-у ескадрилью 2-ї винищувальної ескадри «Ріхтгофен», дислоковану у Франції. З вересня 1941 року — інструктор. В травні 1942 року переведений в 1-у ескадрилью 2-ї винищувальної ескадри, в тому ж місяці збив 10 британських літаків, в — 12. З 1 квітня 1943 року — командир крила 9-ї ескадрильї 2-ї винищувальної ескадри. 8 березня 1944 року збив свій 90-й літак. З 8 червня 1944 року — командир 3-ї групи 2-ї винищувальної ескадри. Останні перемоги здобув під час висадки в Нормандії. Загинув внаслідок аварії (його літак зіштовхнувся зі своїм веденим).
Всього за час бойових дій здійснив понад 300 бойових вильотів і збив 102 літаки.

## Нагороди
- Нагрудний знак пілота
- Медаль «За вислугу років у Вермахті» 4-го класу (4 роки)
- Медаль «У пам'ять 1 жовтня 1938»
- Залізний хрест
  - 2-го класу (19 жовтня 1939)
  - 1-го класу (16 жовтня 1940)
- Почесний Кубок Люфтваффе (30 серпня 1941)
- Лицарський хрест Залізного хреста з дубовим листям і мечами
  - лицарський хрест (4 вересня 1941)
  - дубове листя (№ 146; 13 листопада 1942)
  - мечі (№ 108; 24 жовтня 1944)
- Нагрудний знак «За поранення» в чорному
- Комбінований Знак Пілот-Спостерігач
- Німецький хрест в золоті (21 серпня 1942)
- Авіаційна планка винищувача в золоті із підвіскою

Військова кар'єра
- 1937 — унтер-офіцер
- 1939 — фельдфебель
- 24 вересня 1941 — обер-фельдфебель
- 1 жовтня 1942 — лейтенант
- 1 серпня 1943 — обер-лейтенант
- 1 листопада 1943 — гауптман
- 8 червня 1944 — майор